# 아프리카뿔매
아프리카뿔매(African hawk-eagle)는 큰 맹금류의 일종이다. 모든 수리류와 마찬가지로 수리과에 속한다. 이 종은 깃털이 있는 다리로 검독수리아과의 일원임을 표시한다. 아프리카뿔매는 사하라 이남 아프리카의 열대 지역에서 번식한다. 사바나와 구릉지를 모두 포함한 다양한 삼림 지대의 새이지만 일반적으로 건조한 삼림 지대에서 발생하는 경향이 있다. 이 종은 선호하는 서식지 유형이 없는 지역에서 드문 경향이 있다. 이 종은 큰 나무에 약 1m 길이의 막대기 둥지를 짓고, 일반적으로 한 개 또는 두 개의 알을 낳는다. 아프리카뿔매는 강력하게 만들어져 있으며 작고 중간 크기의 포유류와 새를 주로 사냥하며 때때로 파충류와 다른 먹이도 사냥한다. 울음소리는 날카로운 kluu-kluu-kluu로 소리를 낸다. 아프리카뿔매는 상당히 안정적인 종으로 IUCN에서 가장 관심사가 적은 종으로 간주된다.

## 묘사
아프리카뿔매는 다소 작은 머리를 가지고 있지만 꽤 긴 목과 비교적 두드러진 부리 때문에 꽤 잘 돌출된 머리를 가지고 있다. 게다가, 이 종은 길고 다소 가느다란 깃털이 달린 다리와 크고 튼튼한 발을 가지고 있다. 비록 아프리카뿔매는 때때로 야외에 앉지만, 보통 하루의 대부분 동안 잎 덮개 안에 다소 가려져 있고 종종 키가 큰 나무에 비교적 낮게 앉는다. 날개 끝은 꼬리 끝보다 약간 부족한 경향이 있다. 성체 아프리카뿔매는 위는 석판 검정-회색이고 아래는 희끗희끗한 색을 가진 상당히 피리가 낀 모습을 보여준다. 멀리서는 순수하게 흑백으로 보일 수 있지만 가까운 거리에서는 맨틀과 날개 덮개에 희박하지만 광범위한 흰색 반점을 보여준다. 가끔은 자리에 앉거나 앉은 새의 접힌 이차원에서 더 회색 반점이 보일 수 있다. 성체의 꼬리는 회색이고 얇은 검은 막대, 넓은 말단 띠 및 흰색 꼬리 끝이 있다. 성체 아프리카뿔매의 아랫면은 대담하지만 작고 드문드문 떨어지는 검은 줄무늬가 있는 흰색이다. 2010년 연구에서 언급했듯이, 검독수리아과의 깃털 성적 이형성의 일반적인 예에서, 아래면은 두 성별이 비슷함에도 불구하고 숙련된 관찰자가 개별 아프리카뿔매와 성관계를 할 수 있을 정도로 성체 수컷에게 더 희박하게 표시되고 성체 암컷에게 더 조밀하게 표시되는 경향이 있다. 다 자란 아프리카뿔매는 허벅지와 귀두에 희끄무레한 색깔을 가지고 있다. 이 종은 나이가 더 많은 아프리카뿔매와 매우 구별된다. 어린 아프리카뿔매는 위로는 약간의 옅은 가장자리가 있고 머리는 약간 검은색 줄무늬가 있으며 어른 아프리카뿔매보다 꼬리가 더 선명한다. 아랫면은 황갈색-난황색의 기본색이다. 어린 아프리카뿔매가 아래에 검은 축 줄무늬를 보이면 보통 옆구리에서만 뚜렷하고 없을 때 경계를 이을 수 있다. 2~4살 때 미성숙 상태로 성장하면 윗면은 점차 어두워지고, 아랫면은 더 창백해지고 줄무늬가 생기고, 꼬리 아래쪽은 끝이 하나의 띠를 형성한다. 4살 때 동족종과 마찬가지로 아프리카뿔매는 완전히 성숙해진다. 어른 아프리카뿔매의 눈은 풍부한 노란색인 반면, 어린 아프리카뿔매의 눈은 헤이즐 갈색이고 모든 연령대의 뇌와 발은 둔탁한 노란색에서 다소 밝은 노란색까지 다양하다.
비행에서 아프리카뿔매는 다소 작지만 잘 튀어나온 머리, 길쭉한 꼬리와 특별히 길지도 넓지도 않은 날개를 가진 중간 크기의 맹금류처럼 보인다. 이 종은 강력하고 얕은 박자로 비행하는 경향이 있다. 활공하거나 비상할 때 날개가 잘 펴지는 경향이 있고 활공할 때 손목 점이 약간만 앞으로 눌리는 경향이 있다. 다 자란 아프리카뿔매는 원색의 바탕에 상당한 창백한 회백색 창을 가지고 있으며, 검은 끝의 원색에 걸쳐 짙은 회색 패널로 확장된다. 회색 꼬리는 일반적으로 넓은 하위 말단 띠 외에 멀리서도 잘 알려지지 않은 막대만 보여준다. 아래에서 보면 대조적인 회색 흰색 비행 깃털이 있는 검은색 꼬리 가장자리와 더 명백한 하위 말단 띠는 두 경우 모두 창백한 회색 깃털에 의해 뚜렷이 접혀 있다. 더 큰 덮개는 비행하는 다 자란 아프리카뿔매의 아래에서 합쳐지고 특징적인 모습을 만드는 다양한 단단한 검은색 대각선 표시를 보여준다. 비행하는 어린 아프리카뿔매에서 위에서 보면 성체에서와 같이 대조적인 크림색 창과 막대 꼬리가 종의 가장 독특한 특징으로 두드러진다. 아래에서 어린 아프리카뿔매는 전신과 일치하는 갈색 날개 선이나 다소 다양한 어두운 가장자리를 보여주며, 이는 종종 손목 호를 형성하고 때로는 날개 대각선으로 계속된다. 어린 아프리카뿔매의 날개는 회색의 버피가 있는 원색과 얇은 막대와 흰색 기반의 원색을 가진 다소 묘사되지 않은 것이다.

## 분포 및 서식지
아프리카뿔매는 사하라 이남 아프리카의 많은 지역에서 발견된다. 이 종의 분포 지역 중 가장 멀리 북쪽은 에리트레아 동부와 에티오피아의 인접 지역이며, 상당한 격차를 보인 후에 에티오피아 남부 전역에서 분포가 재개된다. 아프리카뿔매는 서아프리카에서 희귀하고 지역적으로 극도로 부족하기 때문에 세부 사항을 많이 연구한 경향이 있다. 이 종은 세네갈 남부와 감비아, 기니비사우, 기니 동부, 시에라리온 최북단, 코트디부아르, 부르키나파소, 가나 북부, 토고, 베냉 그리고 나이지리아 중북부에서 발견될 수 있다. 중앙아프리카와 동아프리카에서 아프리카뿔매의 분포 지역은 차드 남부와 수단 남부, 남수단, 소말리아 서부, 콩고 민주 공화국의 중부와 남부 그리고 본질적으로 우간다, 케냐, 탄자니아 전체를 포함한다. 이 종은 앙골라, 잠비아, 모잠비크, 말라위, 짐바브웨, 나미비아 북부와 중부, 보츠와나 북부와 동부, 남아프리카 공화국의 오렌지강 북쪽을 포함한 남아프리카의 북부 국가 (호혜적인 서식지 내) 전역에서 발견된다. 이 종은 에스와티니에서 사라지거나 거의 사라졌으며, 마지막으로 확인된 번식은 2002년이다. 남아프리카 공화국의 케이프주까지 이 종의 주장에도 불구하고, 이것은 거의 확실하게 부랑자의 기록 때문이며 남아프리카 공화국에 개체군이 존재하지 않을 것으로 보인다.